# Homalometa nigritarsis
Homalometa nigritarsis är en spindelart som beskrevs av Simon 1897. Homalometa nigritarsis ingår i släktet Homalometa och familjen käkspindlar. Inga underarter finns listade i Catalogue of Life.